# Bastilha

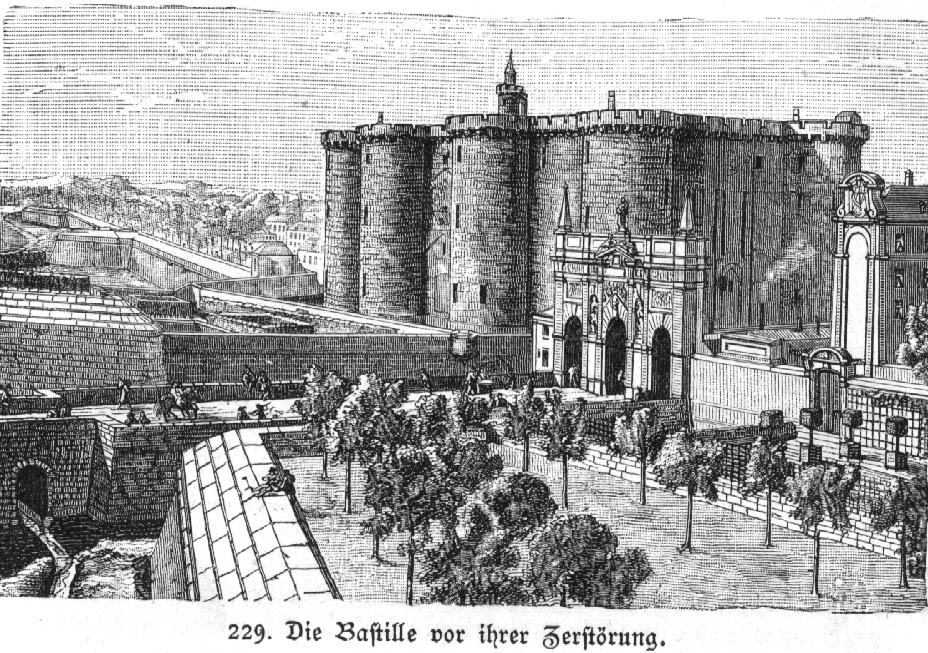
A Bastilha, antes da Revolução Francesa.

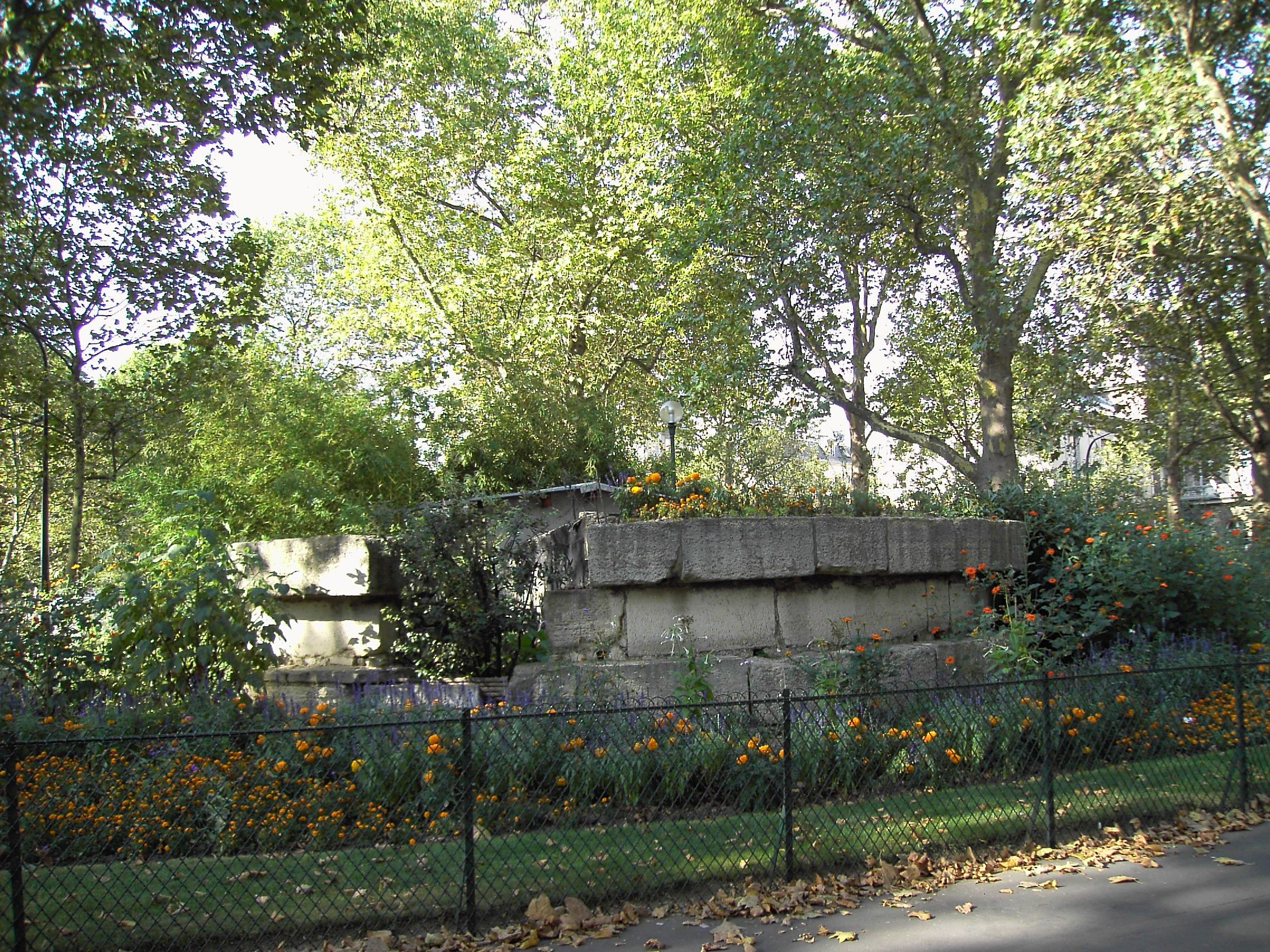
Ruína da Bastilha em Paris

A Bastilha (em francês: Bastille), mais conhecida por ter sido uma prisão - assim funcionando desde o início do século XVII até o final do século XVIII - foi inicialmente concebida apenas como um portal de entrada à rua parisiense de Saint-Antoine, na França, motivo pelo qual era denominada Bastilha de Saint-Antoine. Encontrava-se onde hoje está situada a Place de la Bastille ("Praça da Bastilha") em Paris.
Ficou conhecida por ter sido o palco do evento histórico conhecido como a Tomada da Bastilha, em 14 de julho de 1789, o qual aliado ao Juramento do Jogo da Péla, está entre os fatos mais importantes do início da Revolução Francesa.
O evento foi grandiosamente comemorado exatamente um ano depois (em 14 de Julho de 1790) na pomposa festa que ficou conhecida como a Fête de la Fédération (A Festa da Federação). A partir de 1880 a festa tornou-se feriado nacional, é a Festa nacional francesa também conhecida como o 14 Juillet. Em novembro de 1789 a Bastilha foi totalmente demolida.

## História

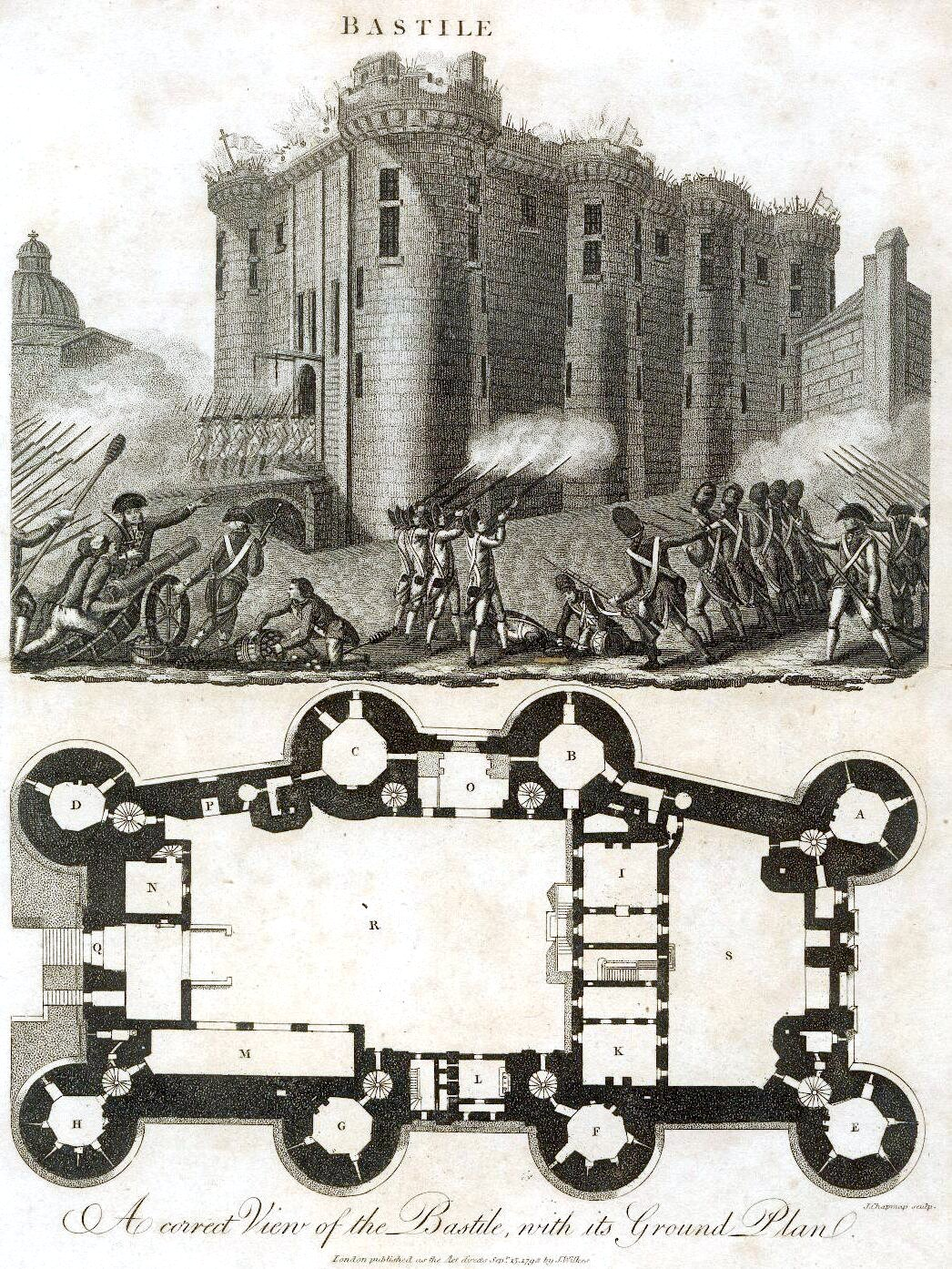
Planta da Bastilha.

A Bastilha foi construída como "Bastião de Saint-Antoine" durante a Guerra dos Cem Anos, por Carlos V da França. Inicialmente serviu apenas como mero portal de entrada para o bairro de Saint-Antoine, mas de 1370 a 1383 o portal foi ampliado e reformado para se transformar numa fortaleza, que serviria para defender o lado leste de Paris, além de um palácio real que ficava nas proximidades, constituindo-se no mais forte ponto de defesa da muralha do rei. Após a guerra, começou a ser utilizada pela realeza francesa como prisão estadual (o rei Luís XIII foi o primeiro a enviar prisioneiros para lá).
A Bastilha foi construída como um rectângulo irregular. A estrutura tinha 90 metros de comprimento, 37 metros de profundidade, 68 de largura com torres e muros de 24 metros de altura, e 3 metros de espessura em suas bases. Originalmente, possuía em seu interior dois pátios, além de edifícios residenciais contra as paredes. Um par de torres nas fachadas leste e oeste era o que servia de portal inicial de passagem para o bairro Saint-Antoine.
Uma característica militar significativa da construção é que as paredes e torres eram da mesma altura, e eram conectadas por um amplo terraço. Isto possibilitava que os soldados na parede frontal se movimentassem rapidamente até um sector ameaçado da fortaleza sem que precisassem descer por dentro das torres, assim como possibilitava o fácil posicionamento de artilharia defensiva.
Uma construção muito similar à Bastilha pode ser vista hoje no Châteaux de Tarancon. A bastilha era muito bonita por fora, mas por dentro não.

## A Bastilha como prisão
Por volta do século XVIII, servia muito mais como lugar de lazer e depósito de armas do exército francês do que como prisão, como nos anos passados, pelo que havia adquirido a simpatia do rei Luís XVI da França.
Neste período, encontrou-se a Bastilha dividida internamente em:
- pavimento superior
- pavimento térreo
- calabouço

O pavimento superior proporcionava acomodações um pouco mais confortáveis para os detentos, em comparação aos outros dois.
O térreo funcionava como uma prisão comum, registrando-se a maior incidência de doenças como pneumonias, devido à temperatura ambiente.
O calabouço era a parte mais temida da Bastilha, uma vez que a sua arquitetura era de estreitos corredores e salas. A pessoa condenada ao calabouço deveria escolher uma posição corporal para entrar na sala, sendo que a mesma não possuía nenhum espaço para a locomoção, obrigando-a a ficar de pé. O prisioneiro do calabouço freqüentemente falecia, vítima de frio, fome ou doenças, visto que o tratamento prestado aos prisioneiros daquele sector era o pior.

## O assalto à Bastilha

Prise de la Bastille por Jean-Pierre Houël (1735-1813).

A grande prisão do estado terminou sendo invadida em 14 de julho de 1789 porque um jornalista, Camille Desmoulins, até então desconhecido, arengou em frente ao Palais Royal e pelas ruas dizendo que as tropas reais estavam prestes a desencadear uma repressão sangrenta sobre o povo de Paris. Todos deviam socorrer-se das armas para defender-se. A multidão, num primeiro momento, dirigiu-se aos Inválidos, o antigo hospital onde concentravam um razoável arsenal. Ali, apropriou-se de três mil espingardas e de alguns canhões. Correu o boato de que a pólvora porém se encontrava estocada num outro lugar, na fortaleza da Bastilha. Marcharam então para lá. A massa insurgente era composta de soldados desmobilizados, guardas e o povo de Paris. A fortaleza, por sua vez, defendia-se com 32 guardas suíços e 82 "inválidos" de guerra, possuindo 15 canhões, dos quais apenas três em funcionamento.
Durante o assédio, o marquês de Launay, o governador da Bastilha, ainda tentou negociar. Os guardas, no entanto, descontrolaram-se, disparando na multidão. Indignado, o povo reunido na praça em frente partiu para o assalto e dali para o massacre. O tiroteio durou aproximadamente quatro horas. O número de mortos foi incerto. Calculam que somaram 98 populares e apenas um defensor da Bastilha.
Launay teve um fim trágico. Foi decapitado e a sua cabeça espetada na ponta de uma lança desfilou pelas ruas numa celebração macabra. Os presos, soltos, arrastaram-se para fora sob o aplauso comovido da multidão postada nos arredores da fortaleza devassada. Posteriormente a massa incendiou e destruiu a Bastilha, localizada no bairro Santo António, um dos mais populares de Paris. O episódio, verdadeiramente espetacular, teve um efeito electrizante. Não só na França mas onde a notícia chegou provocou um efeito imediato. Todos perceberam que alguma coisa espetacular havia ocorrido.